# Evección
La evección es una variación que afecta periódicamente el movimiento de la Luna y que está en relación con la posición o longitud del Sol. Fue descubierta por Hiparco.
Los cambios a los que se hallan sujetas las condiciones de la atracción solar sobre el sistema Tierra-Luna son causantes de que la órbita de este satélite experimente deformaciones periódicas, entre las cuales figura la evección. Ésta consiste en un desplazamiento del perigeo de dicha órbita y en una variación de su excentricidad, cuyo valor oscila entre 0,045 y 0,065. El periodo de la evección es de 31 días, 19 horas y 26 minutos, y su amplitud, positiva o negativa, de 1º 16'.